# Rudolf Lipus
Rudolf Lipus (* 6. Dezember 1893 in Leipzig; † 5. Oktober 1961 ebenda) war ein besonders in der Zeit des Nationalsozialismus erfolgreicher deutscher Maler und Grafiker.

## Leben
1908 bis 1912 absolvierte er eine erste Lehre beim Leipziger Verlag C. G. Röder, danach belegte Lipus ein Studium der Malerei und Grafik an der Leipziger Akademie für grafische Künste, unter anderen bei Alois Kolb. Im Ersten Weltkrieg war er als Schützengrabenzeichner tätig und erhielt hierfür eine Siegprämie aus einem Wettbewerb für ein Kriegsgedenkblatt. Der Studienabschluss erfolgte nach Ende des Weltkriegs, ab dann war er als freier Grafiker, Exlibrist und Landschafts- und Porträtmaler tätig und wurde Ständiger Mitarbeiter der Leipziger Illustrierten Zeitung.
In der NS-Zeit war Lipus regelmäßig auf den jährlichen Ausstellungen im Münchener Haus der Deutschen Kunst vertreten. Im Zweiten Weltkrieg war er zunächst als Maler in eine Kriegsberichter-Kompanie integriert, bevor er ab 1942 als Kriegsmaler einer Heeres-Propagandakompanie zugeteilt wird, der direkt dem Oberkommando der Wehrmacht unterstehenden „Staffel der bildenden Künstler“ der Propaganda-Einsatz-Abteilung Potsdam. Seine den Krieg verherrlichenden Propagandabilder gehören zu den bekanntesten Beispielen dieses Genre. Es entstanden Arbeiten wie Panzer im Kampf, Kämpfer, Deutsche Artillerie auf dem Vormarsch, Deutscher Unteroffizier nach dem Straßenkampf, Durch die russische Steppe, Aufklärungsflieger, In Feuerstellung, Im Kampfverband. Zwischen 1941 und 1944 war er mit 20 Bildern auf der „Großen Deutschen Kunstausstellung“ vertreten und damit der produktivste Maler von Propagandabildern dieser Zeit. Zu den Käufern der Arbeiten zählten Adolf Hitler (2), Joseph Goebbels (6) und Albert Speer (1). Lipus verlor 1943 sein Atelier und den Großteil seiner Werke durch Kriegseinwirkung. Gleichwohl war er 1944 vertreten auf der Kunstausstellung des Reichsführers SS in Breslau „Deutsche Künstler und die SS“.
Nach 1945 war er ohne größeren Erfolg noch als Buchillustrator für den Verlag Volk und Wissen und als Pressezeichner tätig.